# أورتاكند (سراب)
أورتاكند هي قرية في مقاطعة سراب، إيران. عدد سكان هذه القرية هو 125 في سنة 2006.